# محمدصادق صالحی‌منش
محمدصادق صالحی‌منش (مرداد ۱۳۳۸، یزد) روحانی، سیاستمدار، رئیس «مرکز اشاعه و ترویج افکار امام خمینی» و مشاور محمدباقر قالیباف، شهردار پیشین تهران بوده‌است. وی همچنین استاندار سابق قم در دولت یازدهم بوده‌است. صالحی‌منش اولین فرمانده سپاه حفاظت ولی‌امر و پس از محمدحسین موسی‌پور دومین استاندار روحانی ایران و قم بود. وی در تاریخ ۲۶ خرداد ۱۳۹۴ پس از انجام حدود یک و نیم سال انجام مسئولیت، برای شرکت در انتخابات مجلس شورای اسلامی (۱۳۹۵–۱۳۹۴) از سمت خود به عنوان استاندار قم استعفا داد.

## دیدگاه‌ها
صالحی‌منش در ۲۲ بهمن ۱۳۹۲، در مورد گشت ارشاد چنین گفت: «اعتقادی به کار پلیسی در مسئله حجاب ندارم و گشت ارشاد نمی‌تواند حیا و حجاب را در جامعه نهادینه کند. اصلاً موافق اقدامات بانوان گشت ارشاد نیستم، امروز دختران ما باید داوطلبانه خواستار حیا، عفت و حجاب باشند و با زور نمی‌توانیم آنها را وادار به این رفتار کنیم؛ بلکه تربیت صحیح در این زمینه کارساز خواهد بود.»

## سوابق و فعالیت‌ها

### سوابق تحصیلی
1. اشتغال به دروس روحانیت از سال ۱۳۵۲
2. دوازده سال تحصیل خارج نزد وحید خراسانی - میرزا جواد تبریزی- فاضل لنکرانی - مجتبی تهرانی
3. تحصیل فلسفه و عرفان نزد جوادی آملی و مصلحی اراکی
4. استاد سطح عالی حوزه علمیه قم
5. داری مدرک سطح ۳ حوزه (معادل فوق لیسانس) و آماده دفاع پایان‌نامه سطح ۴ (دکترا) با عنوان «قاعده لاضرر»

### سوابق سیاسی
1. ورود رسمی به مبارزات انقلابی از سال ۵۶
2. راه‌اندازی و هدایت تظاهرات در قم از ابتدا تا پیروزی انقلاب ۱۳۵۷
3. مسئولیت پخش اعلامیه‌های سید روح‌الله خمینی در شرق کشور (استان‌های یزد، کرمان، هرمزگان، سیستان و بلوچستان) زیر نظر یوسف صانعی
4. تهیه و انتقال و تکثیر اعلامیه برای مشهد و راه‌اندازی و هدایت تظاهرات در مشهد زیر نظر سید علی خامنه‌ای
5. توزیع کمک‌های مالی برای افراد تبعیدی در (ایرانشهر، شهر بابک، بندر عباس، نائین) از جانب آیات پسندیده، شهید صدوقی و مرتضی مطهری
6. عضو کمیته استقبال و حفاظت از سید روح‌الله خمینی تا پیروزی انقلاب

### سوابق مدیریتی و اجرایی
1. عضو کمیته حفاظت از امام در قم تحت نظر آیت‌الله یزدی
2. عضو کمیته انقلاب اسلامی قم تحت نظر آیت‌الله یزدی
3. فرمانده بسیج مستضعفین قم و بسیج سپاه پاسداران انقلاب اسلامی قم از سال ۱۳۵۹
4. رئیس ستاد مرکزی کمیته‌های انقلاب اسلامی کل کشور از سال ۱۳۶۱
5. جانشین دادستان انقلاب (آقایان لاجوردی و رازینی) و جانشین دادستان عمومی تهران
6. مشاور فرماندهی کل کمیته انقلاب اسلامی از سال ۱۳۶۲
7. دادستان نظامی مناطق جنگی جنوب از سال ۱۳۶۵
8. تأسیس و فرماندهی سپاه حفاظت ولی امر از سال ۱۳۶۵ تا ۱۳۷۲
9. فرماندهی تیپ حفاظت آیت‌الله خامنه‌ای از سال ۱۳۶۸ تا ۱۳۷۲
10. قائم مقام معاونت وزارت اطلاعات از سال ۱۳۷۲
11. مدیرکل کشورهای عربی وزارت اطلاعات از سال ۱۳۷۳
12. رئیس ستاد انتخابات وزارت اطلاعات از سال ۱۳۷۳
13. معاونت اجتماعی بعثه آیت‌الله خامنه‌ای از سال ۱۳۷۲ تا ۱۳۷۷
14. استاندار قم ۲۷ آذر ۱۳۹۲ تا ۴ تیر ۱۳۹۴